# 南河内駅
南河内駅（みなみごうちえき）は、山口県岩国市角に所在する錦川鉄道錦川清流線の駅。

## 歴史
- 1960年（昭和35年）11月1日：日本国有鉄道（国鉄）岩日線の駅として開業[2]。気動車の旅客のみを取り扱う駅員無配置駅[4]。
- 1987年（昭和62年）
  - 4月1日：国鉄分割民営化により西日本旅客鉄道が承継[5]。
  - 7月25日：錦川鉄道に移管[5]。

## 駅構造
単式ホーム1面1線のみの地上駅（停留所）。ホームは錦町方に向かって左側に設置されている。
無人駅で駅舎は無く、ホーム上に屋根付きの待合スペースを備える。単式ホームの中程、待合スペースの両横に1ヶ所ずつ出入口（階段）を備える。
未舗装の駅前広場を有し、駐車スペース有。トイレ、売店（自動販売機含む）の類は備わっていない。

## 駅周辺
当駅西側には広さ約1haの菜の花畑が存在し、毎年春先（4月頃）には菜の花が咲き乱れる。
当駅の北方には錦川が流れ、その更に北側を国道187号が通る一方、南方には保木川が流れ、その更に南側を国道2号が通っている。つまり、当駅自体は北方の「錦川・国道187号」と南方の「保木川・国道2号」に挟まれるという位置関係にある。2つの川は当駅の北東方で合流し、その更に東方のところで2つの道路が合流している。
- 国道2号沿い
  - 岩国市立中央公民館南河内分館 - 「岩国市役所南河内出張所」併設[10][11]
  - 岩国市立岩国西中学校
  - 岩国市立河内小学校
  - 岩国警察署南河内警察官駐在所[注釈 2]
  - 山口県農業協同組合（JA山口県）岩国西支所（ふれあいスポット河内[12]）
  - 南河内郵便局
  - 椎尾八幡宮
  - 天理教南生分教会
  - 岩国家族葬ホール
- 国道187号沿い
  - 岩国市立杭名小学校
  - 天理教北周防分教会

## バス路線
運行本数については、何れも2017年10月1日改正時点のダイヤにより記載。
「南河内駅入口」バス停（国道187号沿い。当駅から徒歩約10から11分）
いわくにバス・廿木線（岩国駅 - 錦帯橋 - 新岩国駅 - 南河内駅入口 - 行波駅入口 - 北河内駅）《毎日4往復》
「保木（ほうき）」バス停（国道2号沿い。当駅から徒歩3分程度）
いわくにバス・廿木線〔岩国駅 - 新岩国駅 - 保木 - 廿木（折返） - 保木 - 南河内駅入口 - 北河内駅〕《毎日1往復》
※ 前出「南河内駅入口」バス停を発着する廿木線4往復のうち、「岩国駅 - 北河内駅」間を運行する1往復が当バス停にも発着
防長交通（岩国駅前 - 錦帯橋 - 新岩国駅 - 保木 - 廿木 - 高森 - 久保駅前 - 徳山駅前）《毎日5往復》
なお、上記列挙したバス停留所2ヶ所のうちの「南河内駅入口」バス停の名称について、2016年3月25日までは「細利」の名称で運用されていた。

## 隣の駅
錦川鉄道
■錦川清流線
守内かさ神駅 - 南河内駅 - 行波駅